# Telmatobius culeus
Telmatobius culeus – gatunek płaza bezogonowego z rodziny Telmatobiidae występujący endemicznie w jeziorze Titicaca. Dorasta do 13,8 cm długości i waży do 250 g. Cechuje się licznymi luźnymi fałdami skóry, które pomagają mu w wymianie gazowej, w bardzo małym stopniu przeprowadzanej przez płuca. Odżywia się głównie ślimakami i skorupiakami, a do rozrodu dochodzi na przestrzeni całego roku. Jest gatunkiem zagrożonym wyginięciem (EN) w związku z m.in. degradacją jego środowiska naturalnego i szybkim spadkiem wielkości populacji. Przewiduje się, że w przyszłości spadek populacji będzie postępować.

## Wygląd
Jest to duży, całkowicie wodny gatunek płaza osiągający długość 7,5–13,8 cm (od czubka pyska do otworu kloaki) i masę 250 g. Posiada dużą płaską głowę z okrągłym pyskiem, a także wyraźnie zaznaczone fałdy skóry. Płuca znacząco zredukowane, o rozmiarach wynoszących około 1/3 rozmiarów płuc płaza z rodziny żabowatych o podobnym rozmiarze ciała. Gatunek ten używa unaczynionych fałdów skóry na plecach, bokach ciała i kończynach tylnych do przeprowadzenia wymiany gazowej. Skóra jest cieńsza niż u innych płazów bezogonowych, co ułatwia wymianę gazową. Kończyna tylna jest długa, a jej palce spięte błoną pławną. Występuje duża zmienność wewnątrzgatunkowa w ubarwieniu – ciało na grzbiecie przyjmuje zazwyczaj barwę oliwkowozieloną, czarnozieloną lub czarną, a na brzuchu białą lub perlistą.

## Zasięg występowania i siedlisko
Endemit. Występuje w jeziorze Titicaca na granicy peruwiańsko-boliwijskiej na wysokości bezwzględnej 3810 m n.p.m. Ponadto osobniki znajdowane były również w pobliskich zbiornikach wodnych takich jak Umayo czy Arapa. Zasięg występowania wynosi 18 563 km². Dorosłe osobniki zasiedlają wody przydenne cechujące się występowaniem kamieni i roślinności, młode natomiast płytkie wody z dużymi ilościami kamieni.

## Dieta
Żywi się głównie wodnymi ślimakami i obunogami oraz okazjonalnie kijankami i rybami. Gatunek ten cechuje się najmniejszą podstawową przemianą materii wśród wszystkich płazów bezogonowych, porównywalną jedynie z niektórymi rodzajami płazów ogoniastych.

## Rozmnażanie
Do rozrodu dochodzi w płytkich wodach w pobliżu linii brzegowej, a dokładnie w zanurzonej roślinności (głównie moczarka) na głębokości 2–15 m. Do rozrodu dochodzi podczas całego roku. Występuje sezonowa zmienność w wielkości wylęgów – w maju około 115 jaj, w październiku 777–866, w lutym 941. Jaja składane są na podwodnej roślinności w grupach liczących 20–50 sztuk. Do przeobrażenia dochodzi po 4 miesiącach.

## Status
Gatunek zagrożony (EN) w związku z degradacją jego środowiska i szybkim spadkiem rozmiaru populacji (spadek rzędu 80% w latach 1994–2004). Gatunkowi temu zagrażają m.in. zanieczyszczenie środowiska, konkurencja ze strony gatunków introdukowanych, używanie w tradycyjnej medycynie ludowej, połów w celach konsumpcyjnych, a także chytridiomikoza. Szacuje się, że do 2036 populacja skurczy się o kolejne 50%.